# 3572 Leogoldberg
3572 Leogoldberg је астероид главног астероидног појаса са средњом удаљеношћу од Сунца која износи 2,701 астрономских јединица (АЈ).
Апсолутна магнитуда астероида је 12,7.